# فرانشيسكو ميندوزا
فرانشيسكو ميندوزا (بالإسبانية: Francisco Mendoza)‏ (29 أبريل 1985 في المكسيك - ) هو لاعب كرة قدم مكسيكي في مركز الوسط. لعب مع نادي تشياباس ونادي تيخوانا ونادي جامعة غوادالاخارا ونادي شيفاز يو إس أي ونادي غوادالاخارا وDelfines F.C. ‏ وIndios de Ciudad Juárez ‏ وسانتوس دي جوابيلز ‏.

## روابط خارجية
- فرانشيسكو ميندوزا على موقع الدوري الأمريكي (الإنجليزية)
- فرانشيسكو ميندوزا على موقع قاعدة بيانات كرة القدم.إي يو (الإنجليزية)
- فرانشيسكو ميندوزا على موقع Soccerway.com (الإنجليزية)